# Вырба (Смолянская область)
Вырба (болг. Върба) — село в Болгарии. Находится в Смолянской области, входит в общину Мадан. Население составляет 37 человек (на 15 декабря 2010 года).
По болг. Върба — верба.

## Политическая ситуация
Вырба подчиняется непосредственно общине и не имеет своего кмета, кметский наместник в селе Реджеп Ахмед.
Кмет (мэр) общины Мадан — Атанас Александров Иванов (Болгарская социалистическая партия (БСП))по результатам выборов.